# Pino Cerami
Giuseppe Cerami, detto Pino (Misterbianco, 28 aprile 1922 – Gerpinnes, 20 settembre 2014), è stato un ciclista su strada italiano naturalizzato belga il 16 marzo 1956. Professionista dal 1947 al 1963, aveva caratteristiche da passista. Vinse una Parigi-Roubaix e una tappa al Tour de France.

## Carriera
Corse dieci anni con la Peugeot, anche se a periodi alterni, poi con la Météore, la Bartali, la Guerra, la Allegro e la Libertas.
Passò professionista piuttosto tardi, a quasi 26 anni, ma è ben oltre la trentina che raggiunse i successi più importanti. A inizio carriera si impose soprattutto in corse di secondo livello e circuiti, gare in cui resterà comunque uno specialista. Nel 1957 vinse il Giro del Belgio ma raggiunse l'apice del successo nel 1960 quando a 38 anni conquistò la Parigi-Roubaix, Freccia Vallone e la medaglia di bronzo al Mondiale in Germania, seguite dalla Freccia del Brabante e la Parigi-Bruxelles l'anno seguente. Centrò l'ultima vittoria di prestigio nel 1963 imponendosi nella nona tappa del Tour de France quando aveva ormai 41 anni.
Dal 1964 viene organizzato ogni anno in aprile il Grand Prix Pino Cerami.

## Palmarès
- 1951 (Peugeot, tre vittorie)

Tour du Doubs
3ª tappa Ronde van België (Charleroi > Virton)
5ª tappa Ronde van België (Liegi > Bruxelles)
- 1954 (Peugeot, due vittorie)

12ª tappa Giro d'Europa
13ª tappa Giro d'Europa
- 1955 (Peugeot, una vittoria)

5ª tappa Tour de l'Ouest
- 1957 (Peugeot, due vittorie)

1ª tappa Ronde van België (Bruxelles > Stavelot)
Classifica generale Ronde van België
- 1958 (Peugeot, una vittoria)

2ª tappa Tour de Piccardie
- 1959 (Peugeot, una vittoria)

3ª tappa Tour de Luxembourg
- 1960 (Peugeot, due vittorie)

Paris-Roubaix
Waalse Pijl
- 1961 (Peugeot, tre vittorie)

Brabantse Pijl
Anvers-Ougrée
Paris-Bruxelles
- 1962 (Peugeot, due vittorie)

Anvers-Ougrée
Grand Prix de la Basse-Sambre
- 1963 (Peugeot, una vittoria)

9ª tappa Tour de France (Bordeaux > Pau)

### Altri successi
- 1948

G.P. J. Moerenhout - Lede (Kermesse)
- 1950

Braine-le-Comt (Criterium)
Fleurus (Criterium)
Hanret (Criterium)
- 1952

Sint-Lievens-Houtem (Criterium)
Wavre (Criterium)
Ronse (Kermesse)
- 1953

Halse Pijl (Kermesse)
- 1954

G.P. Beeckman-De Caluwé-Ninove (Kermesse)
- 1955

Bellegem (Kermesse)
Mere (Kermesse)
Hoegaarden (Kermesse)
- 1956

Itegem (Kermesse)
- 1957

Bracquegnies (Kermesse)
Zellik (Kermesse)
- 1958

Soignies (Kermesse)
- 1959

G.P. de la Famenne (Criterium)
Machelen (Kermesse)
Marche-en-Famenne (Kermesse)
- 1961

Argentan (Criterium)

## Piazzamenti

### Grandi Giri
- Giro d'Italia

1949: 24º
1956: ritirato (18ª tappa)
- Tour de France

1949: eliminato (4ª tappa)
1957: 35º
1958: ritirato (21ª tappa)
1962: 81º
1963: ritirato (17ª tappa)

### Classiche monumento
- Milano-Sanremo

1949: 23º
1950: 9º
1952: 37º
1960: 28º
- Giro delle Fiandre

1948: 17º
1958: 8º
1961: 23º
1962: 21º
- Parigi-Roubaix

1948: 36º
1950: 40º
1951: 40º
1953: 52º
1955: 58º
1956: 25º
1957: 34º
1958: 6º
1960: vincitore
1961: 23º
1962: 14º
- Liegi-Bastogne-Liegi

1949: 6º
1950: 31º
1951: 31º
1952: 26º
1954: 10º
1956: 7º
1963: 2º
- Giro di Lombardia

1948: 7º
1950: 15º
1953: 2º
1955: 84º
1957: 15º
1958: 6º
1960: 37º
1962: 33º

### Competizioni mondiali
- Campionati del mondo

Sallanches 1960 - In linea: 3º
Goodwood 1961 - In linea: ritirato
Altenrhein 1963 - In linea: 28º